# Elis Berven

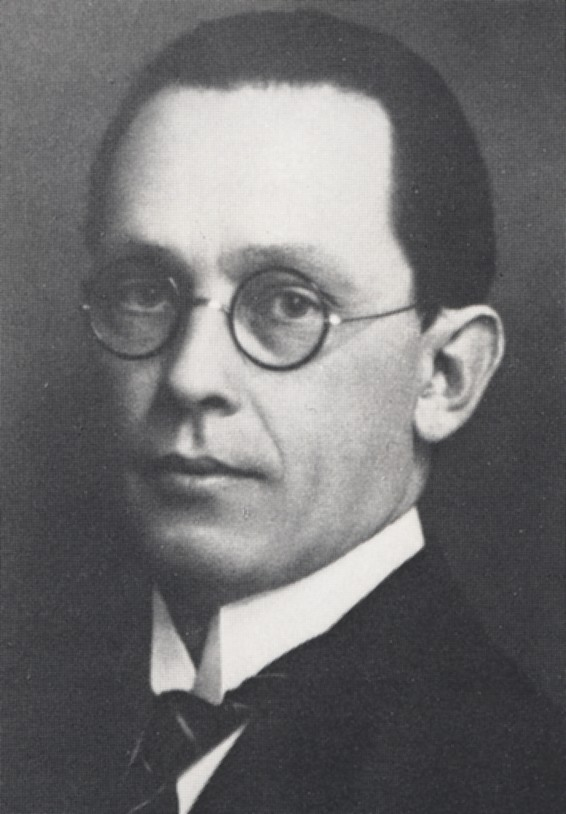
Elis Berven

Elis Gustaf Emanuel Berven, ursprungligen Svensson, född 4 mars 1885 i Stockholm, död 15 juni 1966 i Stockholm, var en svensk läkare och radiolog. Han var far till Hans Berven.
Elis Berven var son till handlare Frej Gustav Svensson och Klara Ottilia Andersdotter. Han blev medicine licentiat 1917. Berven var tillförordnad prosektor vid Karolinska institutet 1910-11, och därefter amanuens och biträdande läkare vid Serafimerlasarettets röntgeninstitut 1913-16. Han var underläkare vid Radiumhemmet där han blev läkare 1923 och överläkare och chef för dess allmänna avdelning 1927-1950. Han upplevde under sin tid på Radiumhemmet hur verksamheten växte från sin ursprungliga plats i en lägenhet vid Scheelegatan 10 på Kungsholmen till nya lokaler vid Fjällgatan 23 och slutligen till sin nuvarande klinik på Karolinska sjukhusets område. 
Berven utvecklade under 1940-talet framgångsrika metoder för behandling av huvud-halstumörer. Behandlingen var så framgångsrik att många utländska patienter sökte sig till Radiumhemmet.
Berven var från 1926 till 1935 sekreterare för Cancerföreningen i Stockholm och dess ordförande från 1945 till sin död 1966. 1930-1957 var han sekreterare i Konung Gustaf V:s Jubileumsfond ur vilken nybyggnad och utrustning för Radiumhemmet finansierades.
Bland hans skrifter märks: Erfarenheten om applikationstekniken vid radiumbehandling (1917), Radiological treatment of chronical tonsillitis (1923), Irrtümer der Radiumtherapie (1924), Die Behandlung des Bukkalkarzinomes (1925), Di radiologische Behandliung der Tonsillarsarkome (1926), Operativ el. radiologisk behandling av maligna svulster i munhålan? (1927), Report on cases radiologically treated at Radiumhemmet, Stockholm, 1921-27 (1928), samt The technic by radiotherapy of tumors used at Radiumhemmet (1928).
Från 1917 var han gift med Ruth Tärnö (1886–1963).